# TranzAlpine
TranzAlpine je potniški vlak, ki ga upravlja novozelandski oddelek Great Journeys družbe KiwiRail na Južnem otoku Nove Zelandije prek linije Midland; pogosto velja za enega najlepših potovanj z vlakom na svetu zaradi pokrajine, skozi katero pelje (glej Znameniti vlaki). Potovanje je dolgo 223 kilometrov v eno smer in traja skoraj pet ur. Obstaja 16 predorov in štirje viadukti, pri čemer je Staircase Viaduct dvignjen kar 75 metrov.
Vlak je postajal vse bolj priljubljen in je v poslovnem letu, ki se je končalo 2007, prepeljal 204.000 potnikov. Do leta 2016 je bilo število potnikov približno 130.000 na leto, vendar se je po neuspehu potresa v Christchurchu ponovno povečalo in je preseglo raven pred potresom.
Storitev TranzAlpine je bila prekinjena leta 2020 in ponovno leta 2021 zaradi pandemije COVID-19, vendar se je ponovno vzpostavila 14. januarja 2022.

## Pot
Vlak vozi vsak dan med Christchurchom in Greymouthom. Ko zapusti Christchurch, vlak potuje skozi rodovitne Canterburyjske nižine mimo reke Waimakariri vzdolž glavne južne proge do Rollestona. Nato zavije na črto Midland, ki poteka skozi Južne Alpe mimo spektakularne soteske reke Waimakariri, preko Arthur Pass in predora Otira ter čez alpsko prelomnico in se konča v Greymouthu na zahodni obali. Obstajajo predlogi za razširitev storitve od Greymoutha do Hokitike.

## Delovanje
Povezavo od 1. oktobra 2008 upravlja oddelek Kiwi Rail Scenic Journeys državne železnice KiwiRail. Vlak zapusti Christchurch zjutraj in traja 4,5 ure, da zaključi potovanje. Po enournem postanku v Greymouthu se začne povratna vožnja, tako da vlak prispe nazaj v Christchurch zvečer.
- Pogled na južne Alpe iz TranzAlpine
- DFB 7241 in DXC 5270, ki odhajata iz Springfielda s TranzAlpine
- Najvišji viadukt na progi TranzAlpine.
- DCP 4761 in 4801 s TranzAlpine na Arthurs Pass
- TranzAlpine blizu jezera Sarah
- DCP 4761 in 4801 s TranzAlpine v Springfieldu